# Stereochromie

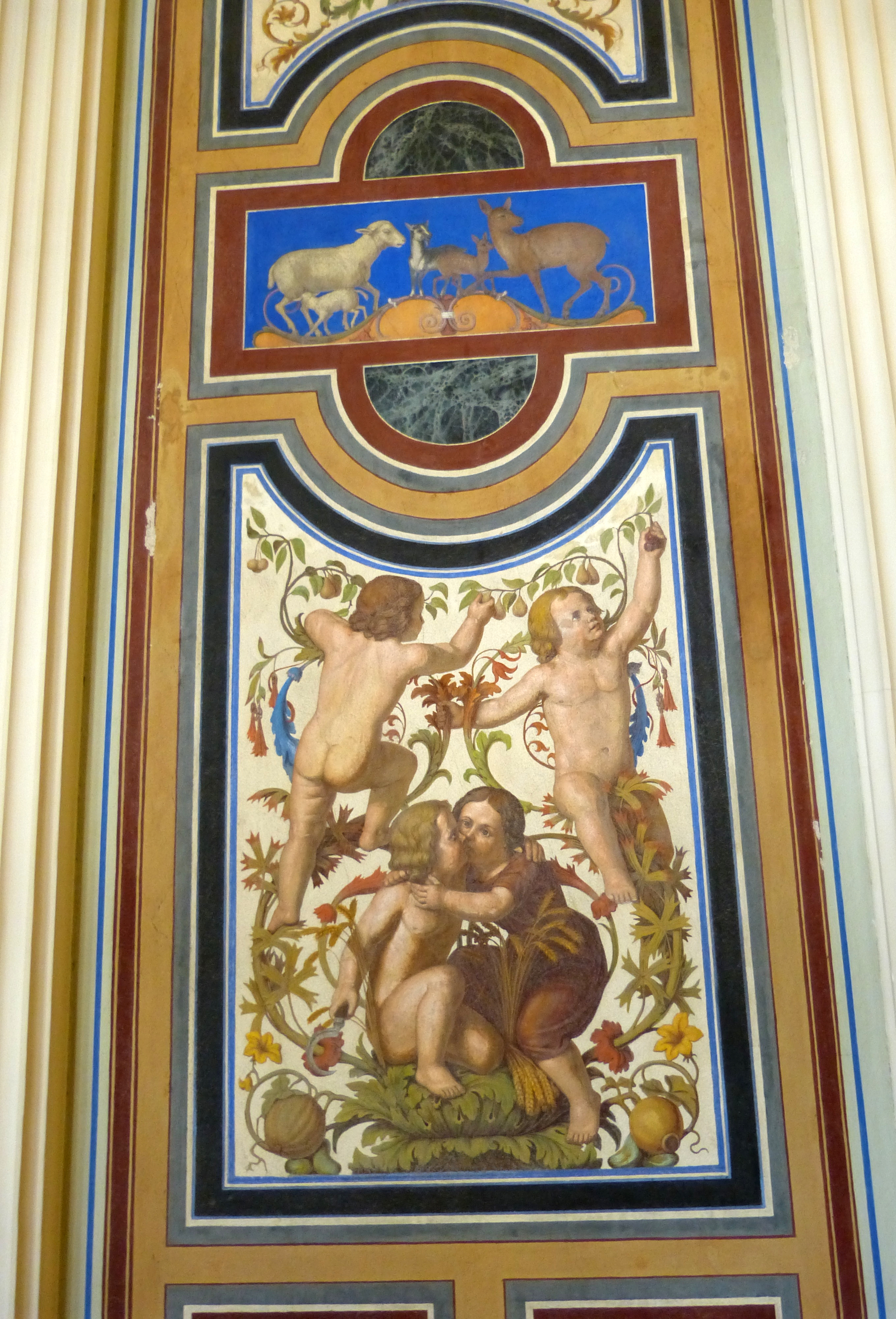
Stereochrome Darstellung von Putti, von Carl Georg Schumacher im Schweriner Schloss

Als Stereochromie (griech. στερεός, stereós = fest, χρωμα, chróma = Farbe) bezeichnet man eine 1846 in München von Josef Schlotthauer und Oberbergrat Johann Nepomuk von Fuchs erfundene Art der Malerei, die eine Zeit lang angewendet wurde, um Wandflächen unmittelbar mit Gemälden, nach Art der Freskomalerei, zu bedecken.

## Funktionsweise
Es wurde dabei ein Malgrund hergerichtet, der bei Gemälden auf Leinwand in einer leichten Bindung, womit dieselbe gesättigt wurde, bei Wänden mit Stein oder Mörtel aus einem wenige Linien dicken Bewurf bestand, der sich mit der Steinunterlage zu einer mechanisch völlig untrennbaren Masse verbindet.
Auf diesem Grund wurde mit eigens präparierten, mit in Wasser angetriebenen Mineralfarben gemalt, und da diese sich mit dem Grund vereinigen und die Bildfläche schließlich außerdem durch Aufspritzen von Wasserglas steinhart gemacht wurde. Mit diesem Verfahren sollte eine einfache Technik gefunden werden, Wandgemälde innen und außen gegen die nachteiligen Einflüsse des Temperaturwechsels, der Feuchtigkeit usw. unempfindlich zu machen, was aber nur ansatzweise gelang.
Erst 1878 mit dem Patent von Adolf Wilhelm Keim kam der Durchbruch. Schon im Mittelalter war das Bindemittel der Mineralfarben, das flüssige Kaliumsilikat, als Liquor Silicium bekannt, es fehlten jedoch gute Produktions- und Anwendungsmöglichkeiten. Keim hat die Anwendung der Wasserglasfarben perfektioniert und gilt heute als eigentlicher Erfinder dauerhaft haltbarer Silikat- oder Mineralfarben, wie sie seitdem genannt werden. Seine Keimfarben sind in Künstlerkreisen unverzichtbar geworden.